# Rock 'n' Roll Damnation
«Rock 'n' Roll Damnation» es un sencillo de la banda australiana de hard rock AC/DC y la primera canción de su álbum de estudio Powerage, publicado en 1978. 
La canción fue lanzada como sencillo en Australia e incluyó a la canción «Sin City» como lado B. 
Fue compuesta por Angus Young, Malcolm Young y Bon Scott y tocada en vivo por la banda durante la gira de Powerage, además de ser interpretada en vivo durante la gira mundial 'Flick of the Switch/Monsters of Rock Tour' de 1983 cantada por Brian Johnson, sustituto de Bon Scott. 
«Rock 'n' Roll Damnation» apareció en el álbum en vivo de 1978 If You Want Blood (You've Got It) y también en la banda sonora de Iron Man 2 de 2010. En la versión británica de Powerage, «Rock n 'Roll Damnation» no aparece y fue reemplazada por la canción «Gimme a Bullet».

## Lista de canciones
Todas las letras escritas por Angus Young y Malcolm Young, toda la música compuesta por AC/DC. 
| Lanzamiento promocional |        |          |  |
| N.º                     | Título | Duración |  |

## Producción

### Productores
- Harry Vanda - Productor
- George Young - Productor

### Personal
- Bon Scott – voz
- Angus Young – guitarra
- Malcolm Young – guitarra rítmica
- Cliff Williams – bajo
- Phil Rudd – batería